# Dennis Hamilton
Dennis Eugene Hamilton (Huntington Beach, California, 8 de mayo de 1944-Chandler, Arizona, 18 de junio de 2012) fue un jugador de baloncesto estadounidense que disputó dos temporadas en la NBA y otras dos en la ABA. Con 2,03 metros de estatura, jugaba en la posición de ala-pívot. Murió el 18 de junio de 2012 a los 68 años de edad.

## Trayectoria deportiva

### Universidad
Jugó durante tres temporadas con los Sun Devils de la Universidad Estatal de Arizona, en las que promedió 13,6 puntos por partido. En su última temporada fue incluido en el segundo mejor quinteto de la Western Athletic Conference, tras promediar 17 puntos y 8,5 rebotes por partido.

### Profesional
Tras no ser elegido en el 1966, firmó como agente libre al año siguiente con Los Angeles Lakers, con los que jugó una temporada en la que promedió 2,8 puntos y 1,6 rebotes por partido, y en la que disputó las Finales en las que cayeron ante los Boston Celtics.
Al año siguiente no fue protegido por su equipo, entrando en el Draft de Expansión que se celebró por la llegada de nuevos equipos a la liga, siendo elegido por los Phoenix Suns, quienes lo traspasaron a Atlanta Hawks a cambio de una futura tercera ronda del draft del 69. En los Hawks apenas dispuso de oportunidades por parte de su entrenador, Richie Guerin, haciéndole jugar en 25 partidos, en los que promedió 3,0 puntos y 1,2 rebotes.
Tras ser despedido, cambió de liga en 1969, fichando por los Pittsburgh Pipers de la ABA, donde por fin contó con minutos de juego, promediando 6,3 puntos y 4,7 rebotes por partido. Al año siguiente fue traspasado a los Kentucky Colonels, pero únicamente disputó tres partidos, antes de retirarse definitivamente del baloncesto profesional.

## Estadísticas de su carrera en la NBA y la ABA

### Temporada regular
| Temporada | Edad | Equipo             | Liga  | P   | TIT | MIN  | TC  | TCA | %TC  | 3P  | 3PA | %3P  | TL  | TLA | %TL   | R.OF. | R.DEF. | REB | ASIS | ROB | TAP | PER | FP  | PTS |
| 1967-68   | 23   | Los Angeles Lakers | NBA   | 44  |     | 8.6  | 1.2 | 2.5 | .500 |     |     |      | 0.3 | 0.3 | 1.000 |       |        | 1.6 | 0.7  |     |     |     | 1.0 | 2.8 |
| 1968-69   | 24   | Atlanta Hawks      | NBA   | 25  |     | 5.6  | 1.5 | 2.7 | .552 |     |     |      | 0.1 | 0.2 | .400  |       |        | 1.2 | 0.3  |     |     |     | 0.8 | 3.0 |
| 1969-70   | 25   | Pittsburgh Pipers  | ABA   | 72  |     | 18.5 | 2.6 | 5.2 | .507 | 0.0 | 0.0 | .000 | 1.1 | 1.4 | .760  | 1.4   | 3.3    | 4.7 | 1.0  |     |     | 1.3 | 2.0 | 6.3 |
| 1970-71   | 26   | Kentucky Colonels  | ABA   | 3   |     | 3.7  | 0.3 | 0.7 | .500 | 0.0 | 0.0 |      | 0.3 | 0.3 | 1.000 | 0.0   | 0.3    | 0.3 | 0.3  |     |     | 1.0 | 0.3 | 1.0 |
| Total     |      |                    | TOTAL | 144 |     | 12.9 | 2.0 | 3.8 | .511 | 0.0 | 0.0 | .000 | 0.6 | 0.8 | .773  | 1.4   | 3.2    | 3.1 | 0.8  |     |     | 1.3 | 1.5 | 4.6 |
|           |      |                    | ABA   | 75  |     | 17.9 | 2.5 | 5.0 | .507 | 0.0 | 0.0 | .000 | 1.0 | 1.3 | .762  | 1.4   | 3.2    | 4.5 | 1.0  |     |     | 1.3 | 1.9 | 6.1 |
|           |      |                    | NBA   | 69  |     | 7.5  | 1.3 | 2.5 | .520 |     |     |      | 0.2 | 0.3 | .833  |       |        | 1.5 | 0.6  |     |     |     | 0.9 | 2.9 |

### Playoffs
| Temp.   | Edad | Equipo             | Liga | P | MIN | TCA | TC | 3PA | 3P | TLA | TL | R.OF. | REB | ASIS | ROB | TAP | PER | FP | PTS | %TC  | %3P | %FT | MIN | PTS | REB | AST |
| 1967-68 | 23   | Los Angeles Lakers | NBA  | 2 | 11  | 1   | 3  |     |    | 0   | 0  |       | 2   | 1    |     |     |     | 0  | 2   | .333 |     |     | 5.5 | 1.0 | 1.0 | 0.5 |
| Total   |      |                    | NBA  | 2 | 11  | 1   | 3  |     |    | 0   | 0  |       | 2   | 1    |     |     |     | 0  | 2   | .333 |     |     | 5.5 | 1.0 | 1.0 | 0.5 |